# Knus (film)
Knus er en dansk kortfilm fra 2007, der er instrueret af David Adam efter manuskript af ham selv og Sissel Dalsgaard Thomsen.

## Handling
Bella er plaget af mareridt fra oplevelser i sin barndom, oplevelser, der fylder meget i hendes bevidsthed. En barndom præget af svigt, overgreb og en altoverskyggende følelse af, at være uønsket. Bella kan ikke undslippe følelsen af, at livet er en ond cirkel af afvisninger, hvor nutid og fortid smelter sammen, og hvor hun altid ender som taberen.

## Medvirkende
- Mette Riber Christoffersen, Bella 21 år
- Jelena Bundalovic, Bella 14 år
- Anders Hove, Niels
- Carsten Bjørnlund, Onkel
- Laura Drasbæk, Sophia
- Pelle Nordhøj Kann, Daniel
- Birgitte Hjort Sørensen, Lotte
- Sarah Boberg, Mor
- Henrik Prip, Far
- Peter Willumsen, Mand i vindue
- Maria Esther Lemvigh, Kvinde i vindue